# حقل كاريش للغاز
حقل كاريش للغاز ((بالعبرية: מאגר כריש‏) أو «خزان القرش»)هو خزان غاز طبيعي يقع في شرق البحر الأبيض المتوسط. وهو يقع بالقرب من حقلي ليفياثان وتمر للغاز، تقدر إحتياطيات الغاز المؤكدة في الحقل ب1.3 تريليون قدم مكعب.